# Aldin Čajić
Aldin Čajić (* 11. září 1992) je bosenský fotbalový záložník, od ledna 2023 bez angažmá.

## Klubová kariéra
Působil v dorostu Sparty Praha, v roce 2010 podepsal profesionální smlouvu v FK Teplice, kde pravidelně nastupoval. V létě 2014 mu končila a hráč ji odmítl prodloužit, proto v sezoně 2013/14 odehrál jen několik málo minut. V květnu 2014 se dohodl na tříleté smlouvě s FK Dukla Praha. V lednu 2017 posílil turecký klub Elazığspor. Zde vydržel pouze půl sezóny a v červenci téhož roku přestoupil do İstanbulsporu.